# Onda Regional de Murcia

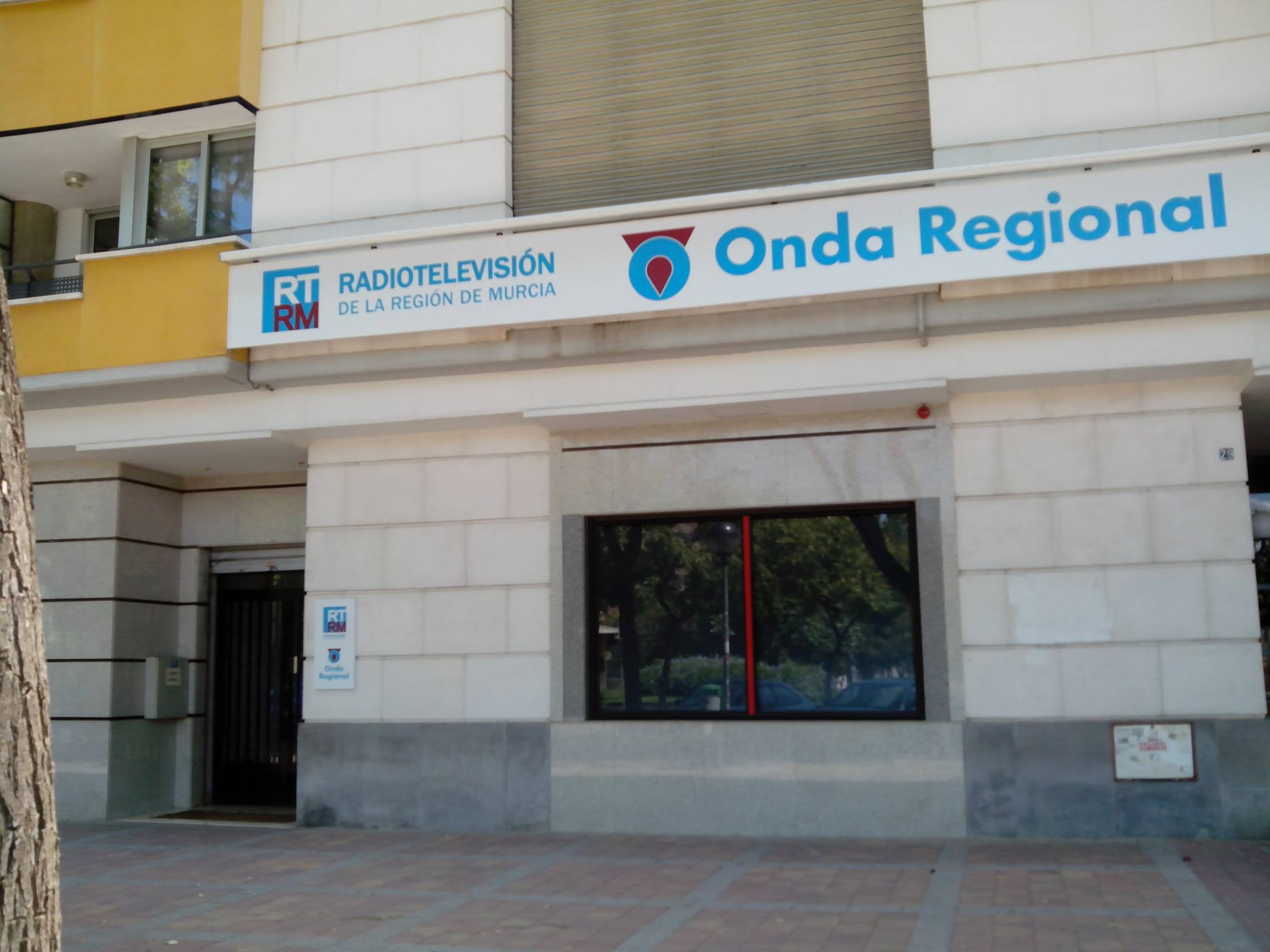
Entrada principal a la emisora.

Onda Regional de Murcia es una cadena radiofónica pública española que emite en la comunidad autónoma de la Región de Murcia. En un primer momento la empresa se llamó Radio 3 Murcia, simulando el nombre de Tele 3, que emitió a principios de enero de 1990. Inició sus emisiones en período de pruebas a las 17:28 horas del 16 de noviembre de 1990, y sus emisiones regulares el 6 de diciembre del mismo año, coincidiendo con la celebración del Día de la Constitución española. Está gestionada por el ente público Radiotelevisión de la Región de Murcia (RTRM).

## Instalaciones
La sede central y los estudios se encuentran en la calle de la Olma de Murcia, en las antiguas instalaciones de Radio Nacional de España. En las mismas instalaciones se encuentra la sede de RTRM. Anteriormente, los estudios se encontraban en la avenida de la Libertad, en Murcia.
Existen delegaciones de la emisora en:
- Cartagena: paseo Alfonso XIII, 51. 30203 Cartagena
- Lorca: calle Corredera, 23, 2.ºA. 30800 Lorca
- Yecla: Placeta Ortega, 2, bajo. 30510 Yecla

## Frecuencias
- Águilas: 105.9 FM
- Caravaca: 91.1 FM
- Carrascoy: 105.3 FM
- Cartagena: 104.6 FM
- Cehegín: 100.7 FM
- Cieza: 88.6 FM
- Jumilla: 90.9 FM
- La Paca: 102.9 FM
- Lorca: 101.1 FM
- Mazarrón: 93.8 FM
- Murcia: 99.9 FM
- Ricote: 106.1 FM
- Yecla: 91.6 FM

Además, las emisiones de Onda Regional pueden escucharse por toda la Región de Murcia en digital a través de la TDT en el canal 29. En este canal se puede ver los tuits de la emisora, información del tráfico, el tiempo en las diferentes ciudades de la región y las últimas noticias.